# Colobane Signy
 (mai 2011).
Si vous disposez d'ouvrages ou d'articles de référence ou si vous connaissez des sites web de qualité traitant du thème abordé ici, merci de compléter l'article en donnant les références utiles à sa vérifiabilité et en les liant à la section « Notes et références ».
Colobane est une ville sénégalaise située dans le département de Gossas (région de Fatick). La ville est peuplée de 12 000 habitants environ, composée de Wolofs, Peulhs, Maures, et Sérères.

## Géographie
Sa position géographique place cette ville - souvent confondue avec le grand quartier populaire de Dakar du même nom - entre les régions naturelles du Baol, du Saloum et du Diolof. Ce brassage culturel est même à l'origine du complément de nom « Signy » (parfois répété deux fois).
Les habitants de Colobane Signy - dont l'appartenance à une de ces régions naturelles est nuancée par un choix libre et parfois difficile - s'appellent les Signy-signy.